# 福島第一原子力発電所反対運動

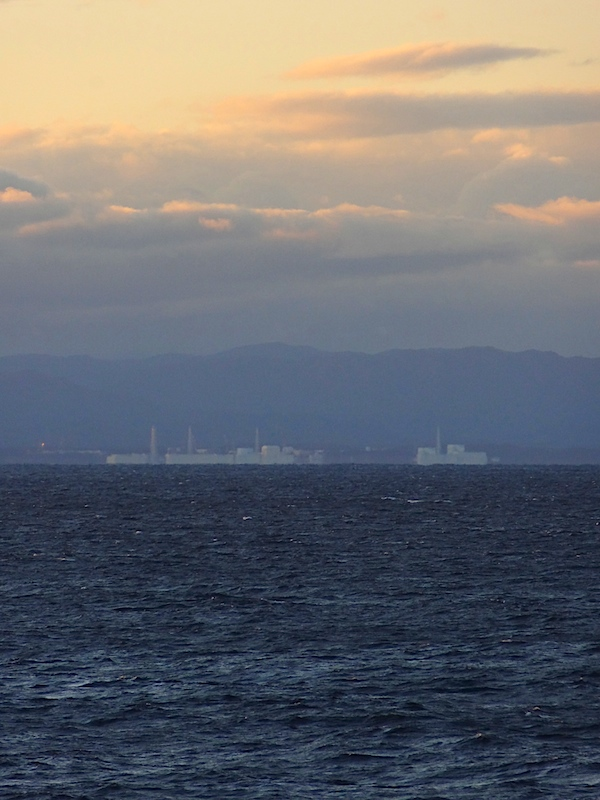
福島第一原子力発電所。2011年11月撮影。

福島第一原子力発電所反対運動（ふくしまだいいちげんしりょくはつでんしょはんたいうんどう）では、2011年3月の事故前から続いて来た、東京電力福島第一原子力発電所の建設や運転に対する反対運動全般について説明する。
- 福島第一以外の反原発運動については「原子力撤廃」へ。
- 福島第二原子力発電所や浪江・小高原子力発電所の反対運動については、各発電所の記事へ。

## 反対運動の誕生

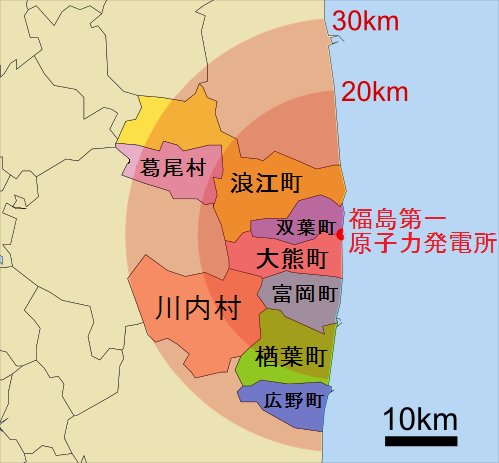
福島第一原発と周辺市町村

計画初期は地元の大半が賛成状態だったとは言え、1960年代より数は少ないながらも懐疑派、反対派は存在していた。
最初期から反対運動活動を行っていたのは社会党の流れをくむ双葉地方原発反対同盟（文献によっては双葉郡原発反対同盟）である。ここで反対運動にとってキーとなるのが、反対同盟初代代表岩本忠夫であった。
岩本は元々双葉町で酒屋を営んでおり、1958年社会党に入党、1963年より1期、双葉町の町議を務めた。町議になって間もなく東京電力が1964年より用地買収を開始し、大熊町との合併話がその頃に持ち上がった。名目は「合併した方が東電への寄付の申し入れもやりやすい」というもので、岩本は裏に東京電力の暗躍を感じたという。なお、岩本が寄稿した『月刊社会党』では革新系の活躍にのみ触れられているが、朝日新聞によると実際には当時の双葉町長、田中清太郎も合併に反対していた。ただ、この一件は岩本にとって原子力発電所（を運営する東京電力）への不信を増すこととなった（山川充夫は合併構想が立ち消えたのは1967年頃としている）。
後に岩本に代わって反対同盟代表となる石丸小四郎は、元々秋田出身で1964年に勤務先の郵便局同僚との結婚を機会に福島県に異動した。その頃は既に用地の取得が大詰めを超えており、また当時は社会党も原子力発電に賛成していた一方で、そのリスクについても知られていなかったという。石丸は郵便局の組合活動をしていたが、その折に当時青年会上がりで社会党の双葉地区委員長として活動していた岩本の言葉に感銘し、1965年頃から反対運動の手伝いもするようになった。反対同盟結成前は社会党として反対運動をしていたが、党の上層部は「地区でそういう運動があるならやっても良いよ」というスタンスだった。
岩本忠夫が1975年、『月刊社会党』にて建設初期の反対運動について回顧した際には
「その当時、私たち（社会党双葉総支部）は遺憾ながら原発についての知識がなく、「広島、長崎の原爆とは違う」という電力会社の欺瞞性を論破することもできないほど無知だったのである。」「原発の開発ムードが支配的な状況のもとでは、私たちの未熟な問題提起は説得力も無く、逆に東電や自治体の「バラ色の夢」攻勢に押しつぶされる始末であった」「エネルギー政策、科学技術の分野において十分に対応できる党の態勢もなく、したがって原発反対の方針を明確にしめすこともできなかった」
と反省の弁を述べている。また、発電所を誘致した地元に対して当時の地元の貧窮性を指摘し、
「原発誘致の話は、この地方にとって闇路の一灯であったに違いないし、また、これを拒否する理由は存在しなかった」
と観察している。なお、岩本は「初めからあれもダメだ、これもダメだという全面的否定という立場ではなくて、具体的な面で一つ一つの積み重ねから原発に対して否定的な考えを持たざるをえないようになったということですよ」と自らの反対姿勢のニュアンスについて説明している。
高槻博によれば、浜通りなかんずく夜ノ森周辺に本格的な反対運動が起こった時期は、福島第二原子力発電所（楢葉・富岡）と浪江・小高原子力発電所の計画が発表された1968年からであるという。その後、1971年から1973年にかけて、浜通りの各原子力発電所と広野火力発電所計画に対しても地元の教職員を中核として住民団体が幾つか結成された。本発電所では「大熊、双葉の環境を良くしよう会」が相当し、各地元組織は合従連衡して1973年9月に「原発・火発反対福島県連絡会」という県レベルの組織をつくった。
岩本、石丸等社会党系の労働組合などはこれとは別に「双葉地方原発反対同盟」を同時期に結成した。恩田勝亘によれば構成員は小中学校の教員や労組関係者となっている。初代委員長は上述のように岩本忠夫で、1971年には県議に当選していた。反対同盟を結成したものの、対象が早期に建設された発電所であるため、市民運動としての下地はゼロに等しく、初期は社会党の他全日本農民組合連合会、日本社会主義青年同盟、双葉地方労働組合協議会など総評路線の延長上に反対運動を行っていったという。

## 1970年代

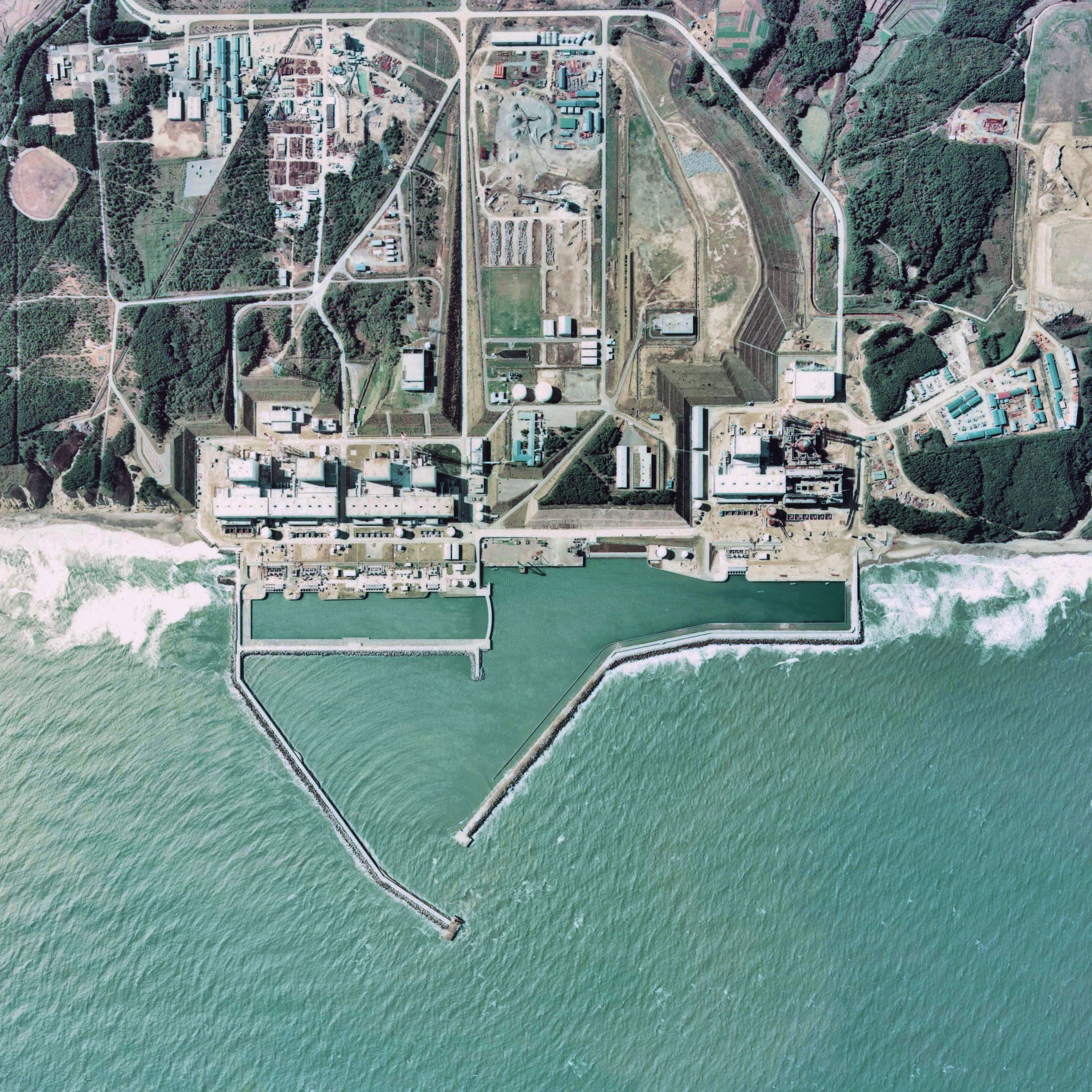
1975年撮影の福島第一原発。左がいわき側、右が相馬側。

### 運動の確立
1970年代に入ると運転を開始した発電所にて作業員の被曝や機器トラブルが社会問題化し、反対運動にとっては「住民の声が高まり」追い風にもなった。また、社会党中央も原子力発言に対する姿勢を反対の方向で明確にした。
トランス搬入阻止闘争
初期に実施されたのは変電所へのトランス搬入阻止闘争である。このため双葉開閉所への搬入が遅延したが1970年7月11日に最初の1基がトレーラーで搬入された。
公聴会阻止闘争への支援
また、福島第二原子力発電所が至近のため、その建設公聴会阻止闘争も行われた。当時環境アセスメントのように住民側の意見を聴取する仕組みは制度化されておらず、公聴会の開催は住民運動の高まりを受けて初の開催であった。これに対して反対運動側が取った姿勢は幾つかに分かれた。1973年8月21日に日本科学者会議は8項目に渡って公聴会改善の申し入れを実施した。「原発反対、ごまかし公聴会阻止福島県民共闘会議」は8月25日、開催を実力で阻止すると宣言した。9月18日、公聴会は福島市内に会場を設け、警察の厳重な警備の元開催された。石丸によれば反対運動が力をつけてきたため、公聴会は大熊ではなく福島市での開催に変更されたという。原発・火発反対福島県連絡会は公聴会に参加して批判意見を表明する方針を取ったものの、双葉地方原発反対同盟は「民主的手続きの仮面をかぶっているだけ」として公聴会をボイコットした上、当日会場入り口にピケを張った。
なお、行政側の公聴会に対して反対側も自主公聴会を企画したが1973年8月には双葉町が会場提供を拒否していたことが明らかになった。同年9月17日（行政側公聴会前日）、総評主催で双葉町内にて「原発問題全国討論集会」が開催され、5000名が参加した。また民社党はこの時条件付賛成を示した。
高槻博によれば1970年代の住民運動は公聴会に対する姿勢が分裂した事例のように内部対立を生み、反省しなければならない場面もあったと批判を含めて総括した。この事件の後、岩本忠夫は若年農民層を中心として新組織「双葉郡農民協議会」を結成し、個人の範囲で出来る運動を目指した。岩本によれば「運動自体が労働者階級に向けられていたために地域の中に原発闘争を発起させ、住民運動として組織し得るものにはならなかったのである」としている。
その他
1974年1月9日には木村守江が「原発でエネルギー危機を克服せよ」と政府に提言した。翌日原発反対連合会が結成され法廷闘争に乗り出すことを決定した。なおその翌日東京電力は双葉地方五町に原発協力金3億円を寄付した。
なお、岩本自身も県議会で多くの原子力発電関連の質問を重ねたが、後述する失敗もあり1975年3月の県議選では落選、県議を務めたのは1期に留まった。その後、他地方の社会党県議が原子力問題について質問してくれる事もあったが、「地元でない」ハンデは埋め切れなかったという。
1978年1月30日1号機使用済み核燃料を東海村の再処理工場に移送した際にも反対派はデモを実施した。
こうした運動の展開に取り阻害要因であったのは、浜通りが保守王国であり、地縁血縁の「監視網」による圧力が加えられることだったという。
なお、反対同盟時代はこの頃以下のような落首（二条河原の落書を翻案）をしたためている。
このごろ、双葉にはやるもの 飲み屋、下宿屋、弁当屋 

のぞき、暴行、傷害事件 汚職、被曝、偽発表

飲み屋で札びら切る男 魚の出所聞く女

### 県内他立地点への支援
社会党及び双葉地方原発反対同盟は福島第二立地点での反対運動に対して「支援」以上のことをできなかったため、反対運動側にとって建設阻止失敗の一因となった。この教訓を生かし、1975年頃は、請戸を拠点とした浪江・小高立地点での1977年着工阻止を当面の目標としていた。なお福島第一原子力発電所建設時直接補償を受けた漁協の一つ、請戸漁協は補償金の使途で不明瞭な点が明らかになったため、1976年1月、当時の前組合長の除名処分を決定し、それまでの推進一辺倒から距離を置く姿勢に変化したとされる。

### リーダー達の失敗
本発電所に初代保安担当次長待遇として赴任した佐々木史郎は「2.5レム事件」について回想している。1971年12月11日の県議会にて岩本は「1号機にて作業員の過剰被曝があり、その線量は250レムであった」という密告を元に質問した。しかし、事実は運転中の1号機建屋内にて、オフガスコンプレッサー室に社員2名が部屋を間違えて入室し、200ミリレムのポケット線量計が振り切れ、フィルムバッジの判定から2.5レムの被曝と判断された件が歪曲されて伝わったものであった。また当時、この被曝量では公式な報告は必要なかったが、質問前より、発電所から非公式に県の担当者に伝えられていた。佐々木は「今日では、県と共謀して事件を隠したとマスメディアに取り上げられかねない事であったが、当時は県と事業者に相互信頼があり（中略）有難い時代であった」と述べている。このような経緯から、本件はマスコミ一般にそれ以上取り上げられることは無かった。
内橋克人によると「核燃料拉致事件」という騒動もあった。「1974年3月に東京電力社員5、6名が密かに使用済み核燃料を包装し船に積み込んで持ち去った」という「告発」で、岩本は県議会で本件について質問した。県議会は特別委員会を設けて調査に乗り出したが、具体的な証拠は皆無で、東京電力側もキャスク保管も無しに運搬することは技術的にあり得ない旨回答した。委員長は「本審査の対象となった議員の発言はまったく事実無根であり、噂や不確実な情報をもって県民に大きな不安と動揺を与えた」と結論し、その後は岩本に対する懲罰委員会のような流れに変わっていった。結局、岩本はこの件が直接的な原因となり1975年の県議選では得票数を前回より4000票も減らして落選した。
鶴島常太郎も岩本と同じく、初期からの反対運動のメンバーで社会党の同志であり、1967年から4期以上町議を勤めていたこともあった。しかし、鶴島は「東京電力は社宅が小高い丘の上に建設されたのは、事故時に低地に放射能が滞留するためそれを避けたため」という噂を信じていた。この件を取り上げた内橋克人は賛否両派に取材したが、東京電力は発電所周辺の社宅は19ヶ所あり、高台に建てられているのは3ヶ所に過ぎない事実を示した。内橋の取材を受けた高木仁三郎も本件には否定的であり、内橋自身、反対派に理解を示していたにもかかわらず「「科学の国のドン・キホーテ」だったのであろうか」と疑念を示している。

### 推進派の対応
東京電力側はこの反対同盟の動向に目を光らせ、集会を開くたびに出入りの車のナンバーをチェックしたり、下請の職場内で選挙の模擬投票を実施して意向を確認したりしていた。そのため、韓国の諜報機関KCIAになぞらえ、東京電力の監視をTCIAと揶揄する風潮もあった。
東京電力は1974年12月、事業所によってはトラブルが増加していることを理由に、対策の一環として一部事業所に渉外担当の職を設け、その第一弾として神奈川支店と共に福島第一原子力発電所が選ばれた。初代渉外担当として赴任した神部次郎によれば、ある日、不破哲三が某タレントなど数名の著名人と高校教師数名を連れ立って福島第一原子力発電所に「押しかけ」て来たことがあった。渉外担当補佐のNが教師に対して「学校を休んできたのか」疑問を呈して大論争が起こり、「一時は高教組の大事件になりかねない雰囲気」だったが、結局安全論争に話題をスライドして事なきを得たという。また、当時は初期トラブルの続発していた頃だったため、日毎に反対派の対応があり「一日とて気の休まることがなかった」状態で、本店との情報連絡に忙殺されたという。一方、推進派は自民党が「明日の双葉をひらく会」を発足させて原発推進の住民運動を試み、県議選においては自由国民連合の双葉版を立ち上げて候補者を送り込んだ（岩本は金権選挙を展開した、としている）。
また、東京電力は公職についていない反対運動関係者には冷淡であった。双葉地方原発反対同盟は岩本の落選以来、公職についている者が居なくなっていた。この件について岩本は1980年頃朝日新聞に対して「東電の対応が違う。今なんか第一原発へ行ってもサービスホールでさえ門前払いのときがある」「東電は権力をカサに着るが、逆に権力には弱い」と語っている。特に、反対同盟が公職の有無による落差を感じたのは1980年2月、福島第二原子力発電所3,4号機の公開ヒアリング前に社会党の国会議員団が第一、第二両発電所を視察した際の東京電力の対応であった。この調査団はプラント内部に入る前にサービスホールで所長から丁寧なもてなしを受け、応対に当たった第一保修課課長も「相手が国会議員の先生方だっただけに、やはり相当気を使いましたね」と述べる特別扱い振りだったのである。
なお、このような地元の反対運動に対して東京電力側が直接言及した記録はそれほど多くは無いが、本発電所のPR担当を勤めていた志賀剛の発言が残っている。志賀は宮城県海外協会を通じて勉学のため来日している留学生が見学のため来所した際、PRのため英語で案内役を買い、『電気計算』1977年1月号から半年に渡り、その様子が掲載された。志賀は武士の末裔で「武士に二言なし」を常に心がけているとし、案内中安全性の説明に際し、反対運動について下記のように述べた。
なお、この言葉に続いて志賀は「わが国の電力事情は〜」といった建前論では地元住民が納得することは無く、東京電力からの寄付金や固定資産税を例示し「専門用語や危機の名称を正確に東京弁で話すことよりも、説明する人をまず信じられるかどうかが最も重要」と結言した。安全性については「採算を度外視」していると称した。
また時が経つと、従来の姿勢を表立たない部分で転換することもあり、その点を反対運動側に指摘されることもあった。内橋克人によると、従来福島県は大規模事故に備えた安定ヨウ素剤について「購入の必要はない」という立場を取っていたが、1982年12月9日の県議会答弁などによると、1981年に27万錠を購入し、大熊町に所在する県立大野病院に備蓄していることを認めた。これを受け鶴島常太郎は12月16日の双葉町議会にてヨウ素剤購入の件を質問したが、町長は「存じ上げていなかった」と答弁した。

## 岩本忠夫の転向

### 反対運動からの離脱
1980年頃には社会党系労組員を中心に約30名が同盟の構成員であり、規模的には結成時と大差が無かった。朝日新聞は「着実に育ってきている」としつつも「とても地域の住民運動とまではいかない」と評していた。
それでもスリーマイル島原子力発電所事故が発生した1979年、岩本は3度目の県議選に出馬しマスコミは「岩本の選挙に神風が吹いた」と喧伝した。しかし地域にビラまきをしても原子力発電による雇用、交付金等の恩恵を受けている地元にとっては「糠に釘を打つような感じ」で選挙の争点にはならず、岩本陣営にとっては追い風にはならなかった。この選挙以降、岩本は徐々に反対運動から離れ始めた。石丸は「あの選挙を通じて、原発反対運動をしていては政治的な思いを達成することはできないと思ったのではないでしょうか」と推量している。1983年の県議選落選後は家族と「政治からは一切手を引く」と約束し、暫くは家業の酒店を営んでいた。一族に東京電力社員となる者が現れた関係で、社会党は1984年暮れに離党したが、地元小学校のPTA会長や商工会の副会長などを引き受けていた。なお、石丸は上記岩本の親族の件を挙げ、そのために「推進派に転じたという人がいるけれど、そんなちゃちな人ではないですね」とコメントしている。

### 推進派として町長就任
共生していくということだけではなくて、 

運命共同体という姿になっていると実は思っています。

ですから、いかなる時にも原子力には期待をしています。 

「大きな賭け」をしている、

「間違ってはならない賭け」をこれからも続けていきたい

と思っております。 

原子力発電は私の誇りです。
その後、岩本は1985年に双葉町長選挙に出馬した頃には明確に転向していった。1985年まで続いた田中清太郎町政では、1981年から始めた下水道工事で赤字を出し、穴埋めを町予算の付帯工事費名目で支出して秘密裏に解決しようとした。しかし、この問題が明るみに出て工事を請け負った建設会社には警察の捜査が入り、かつその会社は田中町長がオーナーであった。田中町長は逮捕こそされなかったものの町民の信用を失い、1985年12月の選挙では保守派は後継候補を立てたものの、岩本と争った末落選したのである。一方、この機会に岩本は周囲より要請を受けて立候補したが、約束違反であると3名の子供から反対された。『エネルギーフォーラム』によると過去の姿勢については選挙中保守派から大量の糾弾チラシも撒かれたが、岩本自身は「あのころの第一原発一号機はトラブルが多かった。立地町民そして県民の生命、財産を守る立場から数多く質問したのは事実だが、それを反原発とみるか安全重視とみるかは勝手ですが…。十年以上の歳月が流れ、原発立地町も増え、安全性もグンと高まっていると思う」「東電さん、ご安心を」と述べている。また『福島民報』の取材に対して「社会党の看板がなくなったら自由にモノが言えるようになりました」と述べている。
その後岩本は7・8号機の増設誘致活動を主導し、かつての反対姿勢を知る者たちを唖然とさせた。恩田はこれを「アリ地獄」と批判した。「脱原発福島ネットワーク」の佐藤和良は1980年代に工業誘致などで進められたポスト原発政策が増設誘致策となったことや、議会決議を住民無視のものとして批判した。また、佐藤和良によれば、1989年の福島第二原子力発電所2号機で発生した再循環ポンプ破断事故の影響で、反岩本派の保守系元町議らは「双葉町原発安全推進町民協議会」を組織し、集会の開催や町長に対する公開質問状の提出などを行い、元町議の中には増設誘致を表明した岩本にリコールを求めたいと述べている者もいたという。
こうした岩本町政に対して、元町議となった鶴島は告発を行っている。内容は7・8号機建設のために双葉町側に建設された資材搬入用の道路（将来第二のメーンゲートとなるはずだった）の用地買収に際し、地主の一部に用地代を支払った他に無料で代替地を提供したり、買収地主の所得税を負担するといった応分以上の支出があったというものだった。国労出身の鶴島は粘り強く告発を続け、最終的に岩本町長、町幹部が弁済するところまで漕ぎ着けたという。
後に開沼博は『フクシマ論 原子力ムラはなぜ生まれたか』（2011年）等でポストコロニアリズムの文脈を基礎に、保守派でありながら徐々に反対派的な姿勢が強まり始めた佐藤栄佐久と対比している。
石丸等反対運動家はこのような岩本の転向、町長時代の行動を「国と事業者に徹底的に利用されました」「国と電力にとって相当使い勝手があったはずです」としている。
岩本自身は晩節原発事故を見届けて2011年7月15日に82歳で逝去したが、事故後に原子力発電に対してはっきりしたコメントを残していないため最晩年の真意については推測が語られているのみである。

## 岩本離脱後の反対運動

### 双葉地方原発反対同盟の動き
発電所の建設が進展しその金銭的なメリットが地域に享受される中で、一度隆盛した反対運動もしぼみ、1980年頃にはデモや勉強会にも人が集まらなくなり始めた。その対応策として少人数でも運動が出来るように2000年頃から街宣車を購入して使用するようになった。一方容認する者が多いとは言え、石をぶつけられたり罵声を吐かれることは無かったという。これは、住民の中に「俺はできないけれどお前は頑張ってくれ」というような潜在的な反対派がいたこと、推進派の中にも「反対派がいないと東京電力が出すものも出さなくなる」という打算の上で反対運動を認めるものもいたという。
また、双葉地方原発反対同盟は1979年に阪南中央病院の村田三郎などを頼って作業員の被曝調査を始め、それをきっかけに作業員の労働災害認定運動などを初めて行った。石丸によると2011年時点で申請は全国で19件、内福島県が11件で殆どが福島第一原子力発電所関連で、これらの内、反対同盟の関与した申請の中では4件が認定に至っているが、運動側としては「氷山の一角」と認識しているという

### 佐藤栄佐久県政
1988年より佐藤栄佐久が知事になると、原子力で不祥事が発生する度に県政自体が徐々に原子力発電推進に対して懐疑的になっていき、2000年代には反対派の意見を部分的に反映されることで、反対派は県政に影響を与えるようになった。この過程は佐藤栄佐久自身が『福島原発の真実』にて回顧を行っており、『政経東北』等でも県政における佐藤栄佐久のスタンスは度々取り上げられ、下記の出来事にも影響を与えていくこととなった。

### プルサーマル受入問題
1997年にプルサーマルへの協力要請が国からなされた。これに呼応して同年3月には、福島県内でプルサーマルに反対する26の市民団体および個人約100名により「ストップ！プルトニウムキャンペーン」が設立された。代表は浪江に在住する元中学社会科教師、林加奈子で、チェルノブイリ原子力発電所事故をきっかけに脱原発に目覚め『福島原発30キロ圏・ひとの会』を結成し、講演会、新聞折り込みなどで活動を続けてきたという。林は地域住民が発電所に不満を言わない背景として「地元だから余計に言いにくい（中略）原発内の作業に不安があっても、家族と暮らすために原発で働くことを選ぶ。核のごみをはじめ、将来のことを考える余裕はない」と説明している。1995年には県議選にも出馬し、石丸小四郎からは「マイクを持ち表立って原発に異議を唱えられるのは、数名の町議会議員を除けば（中略）林加奈子さんだけだろう」と評している。
「ストップ！プルトニウムキャンペーン」を設立したのは、身動きの取れない双葉郡内の懐疑派や潜在的反対派に代わって、活動地域を県レベルに広げる意図があり、事務局の運営は『脱原発福島ネットワーク』の佐藤和良が行っている。このため、1997年11月にはいわき市にてシンポジウムを開き、『MOX燃料の軽水炉利用の社会的影響に関する包括的評価』研究プロジェクトに参加した各国のメンバーを招聘して講演をしてもらい、報告書を福島県に提出するといった活動も行っている。なお、1999年に『エネルギー』が取材したところでは、石丸は社民党双葉支部協議会の所属ともなり、「プルサーマル計画に反対する双葉住民会議」（代表は関友幸）の事務局長として機関誌「脱原発情報」を発行していた。
こうした動きに対して、通産省と科学技術庁は1998年1月に大熊で住民参加のフォーラムを開催、東京電力は4月に郡山で説明会を開催したが、佐藤和良は「会場では東京電力の組織動員が目立ちすぎるし、推進側は、反対意見に対して、きちんと答えられない。開催場所を見ると、知事に対するデモンストレーションの意図が明らか」などと批判している。また、「ストップ！プルトニウムキャンペーン」は懇話会へ「市民代表」の参加を求めていたが、実現には至らなかった。岩本は懇話会の実施を地域へのプルサーマル理解を進めたという成果があったとして賞賛した。
なお、プルサーマルは、本発電所3号機で実施が計画され、懇話会の後一旦佐藤は受入に傾きかけたがその後東海村JCO臨界事故が発生し再び佐藤栄佐久は不信感を強めることとなった。一方、一部反対運動家（グリーンピースジャパン、福島老朽原発を考える会）は、MOX燃料の使用差し止め訴訟を提訴した。裁判は2001年、福島地方裁判所で争われ、1999年に関西電力のプルサーマルで問題化した、ペレットの品質管理データの不正の有無などが争点であった。原告等の説明によると、東京電力は不正がないことの立証を放棄し、製造元への問い合わせすら拒否し、2001年3月23日の判決では原告の請求は棄却された。しかし、佐藤英佐久は「プルサーマル計画について県民の理解は進んでいない」として2001年3月29日、少なくとも2002年夏までは装荷を認めないと明言し、東京電力もMOX燃料の装荷を断念した。なお、原告等は裁判中に県への報告を怠らず、県側も「裁判の行方を注視する」旨を表明していたという。このことを以って、原告等は「法廷闘争の当初の目的は、達せられたのである」とした。

### 7・8号機増設に対する住民投票運動
1999年には、7・8号機の増設に対して（同時期の巻原子力発電所計画で実施された）住民投票を実現するため「原発増設イエス？ノー？県民投票の会準備会」が発足し、林はその世話人を務めている。一方この時期、社民党はプルサーマルには反対していたものの、増設住民投票に対しては署名が10万人以上集まらなかった場合の打撃を考慮し、不参加を決定した。
これに対して、東京電力は富岡に建設したエネルギー館を1999年2月にリニューアルオープンさせ、『エネルギー』は反対運動の活動と対比している。当時の副館長、渡辺正明によると、同館は年間7万名が来館し、その内県外からは約2万名であったが、リニューアルで10万名に来場者を増やすことを目標としていた。
なお、佐藤栄佐久は2000年2月8日に副社長の種市健が設備投資の圧縮により、新規電源の開発計画を3〜5年凍結すると発表した際、（増設誘致と同時期に計画進行していた既設プラントでの）「プルサーマルを受け入れなければ福島県の他の発電所の建設もやめるよ」という脅しと解釈し、7・8号機の増設については「私は認めるつもりはなかった」と回顧している。

### 共産党の議会内交渉会派入り
1999年4月の県議選では自民、共産が議席を伸ばし、特に共産党は県政史上初めて議会内交渉会派の条件となる5議席を獲得したため、県側は警戒感を抱くこととなった。同党が最初に突いてくるのは増設、プルサーマル、未来博と評されている。事実、共産党は度々原子力をテーマとして質問を繰り返した。この時とった方針は原子力発電そのものの是非ではなく、増設の是非であり、住民投票条例の制定・実施を目標とした。1998年7月にはプルサーマルに同意しないことを求める意見書を提出し、10月には東京電力、資源エネルギー庁を議会に呼んで、反対の立場で他党を交え議論した（当時社民党は「慎重」のスタンスだったという）。1999年3月22日には東京電力の新規電源着工凍結を受け自民党が意見書提出を行ったのに対して対抗意見書を提出し論戦した。

### エネルギー政策検討会
2002年5月、折からの東京電力の新規電源開発凍結の発表と上述のプルサーマル受入及び核燃料税引き上げ問題が暗礁に乗り上げた際、佐藤栄佐久は県内に「エネルギー政策検討会」を設置、プルサーマルの必要性の他、委員として原子力発電に是々非々で対応していた桜井淳、佐藤隆光、批判的な吉岡斉などを招聘した。この段階で県政レベルでは、原子力反対派の意見が参考に供され、吉岡、佐藤隆光からは以前より国で実施していた円卓会議を見かけ上の民意聴取であるとして批判された。また、県職員によって「地域振興」の検証作業が実施され、もっぱら箱物にしか使用できない交付金のあり方や7・8号機増設計画のような「ポスト原発は原発」といった固定資産税目当ての地元町村のモノカルチャー化、原子力発電の産業振興効果の少なさなどが指摘されるようになった。このため経済産業省の担当者と県職員が折衝する際には「おたくの県はなんであんな人物を呼ぶのか」と詰られるのが通例だったという。

### 佐藤栄佐久のスタンス
ただし、佐藤の姿勢については『政経東北』2000年2月号にて、下記の論点
1. リスク・コスト・環境などの理由から原発そのものに反対なのか
2. 過度の原発依存に反対なのか
3. 福島県への原発集中立地に反対なのか
4. 原発立地地域への振興策に不満なのか
5. 県が国の原子力政策に直接関与できないことに不満なのか

の内、知事としてどの理由を以って国策に批判的なのか分かりにくいと指摘されている。この背景として同誌は原発絶対反対ではない2番目以降の理由であっても、政府・自民党に対する「反逆」と受け取られ「保守系の政治家にとって、原発批判はタブー」と論じ、「知事はそうしたことを十分承知しているから寡黙」と評し、「バックエンド対策の不備を指摘した。正論だが、ないものねだりと同じ」「本音の部分を隠しているから、聞いていてもつまらない。国・東京電力は、佐藤知事の真意がつかめなくて、困っているのではないだろうか」と評している。

### 佐藤栄佐久辞任後
佐藤栄佐久の辞任後の2009年6月、東京電力はプルサーマルの議論再開を県議会に要請し、翌年本発電所3号機にて実施される地ならしが始まった。この動きに対して、『脱原発福島ネットワーク』他の地元反対運動は7月17日に本発電所関連として下記についての批判と検証を要請した。
1. 2007年の新潟県中越沖地震で露呈した事前の活断層調査・情報公開の不備
2. 使用済みMOX燃料がウラン燃料に比較した処分の困難性から立地自治体で保管され続ける懸念
3. 2006年の耐震基準改定に伴って実施された本発電所への耐震バックチェックについて、双葉断層の長さを「過小評価」とし、再循環系配管の耐震強度評価を批判

なお、この件を報じた『財界ふくしま』は「原発のマチが放射能廃棄物のマチになる日」と見出しを付け、2011年の事故後発行された2011年5月号にて再掲している。

## 爆発事故後

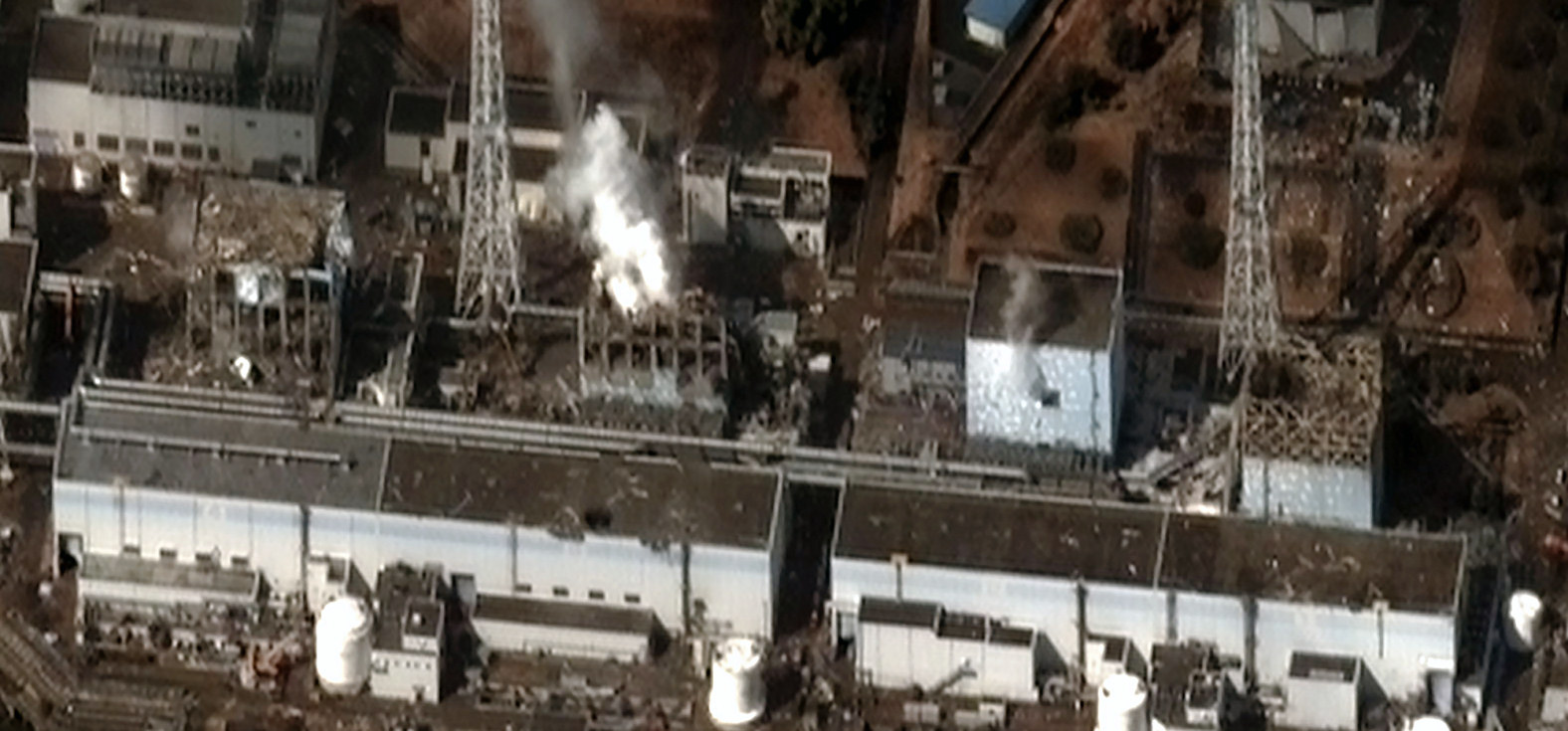
爆発直後の福島第一原発。2011年3月16日に人工衛星から撮影。

2011年3月12日の爆発事故後、石丸も一時秋田の実家に避難していたが、一時帰宅を利用し資料とPCの回収に成功、福島県内（作業員の待機場所となっているいわき市）に戻って活動を再開する意向を表明しており、2011年9月より実際に転居し、活発に講演活動を実施しているという。事故については地震発生時より危惧しており屋内に放射性物質が侵入しないように目張りをし、すぐに家族を退避、石丸当人は1号機の爆発があった3月12日にその音を聞いた後、晩に退避している。事故については「四〇年間使ってきた原発の「実験炉」に社会常識から外れることをやってきて、今日の事故を迎えた」と電力自由化による維持費削減傾向や高経年化を批判し、「規制当局である原子力安全保安院が誘導して起きた事故」「国家的犯罪」としている。

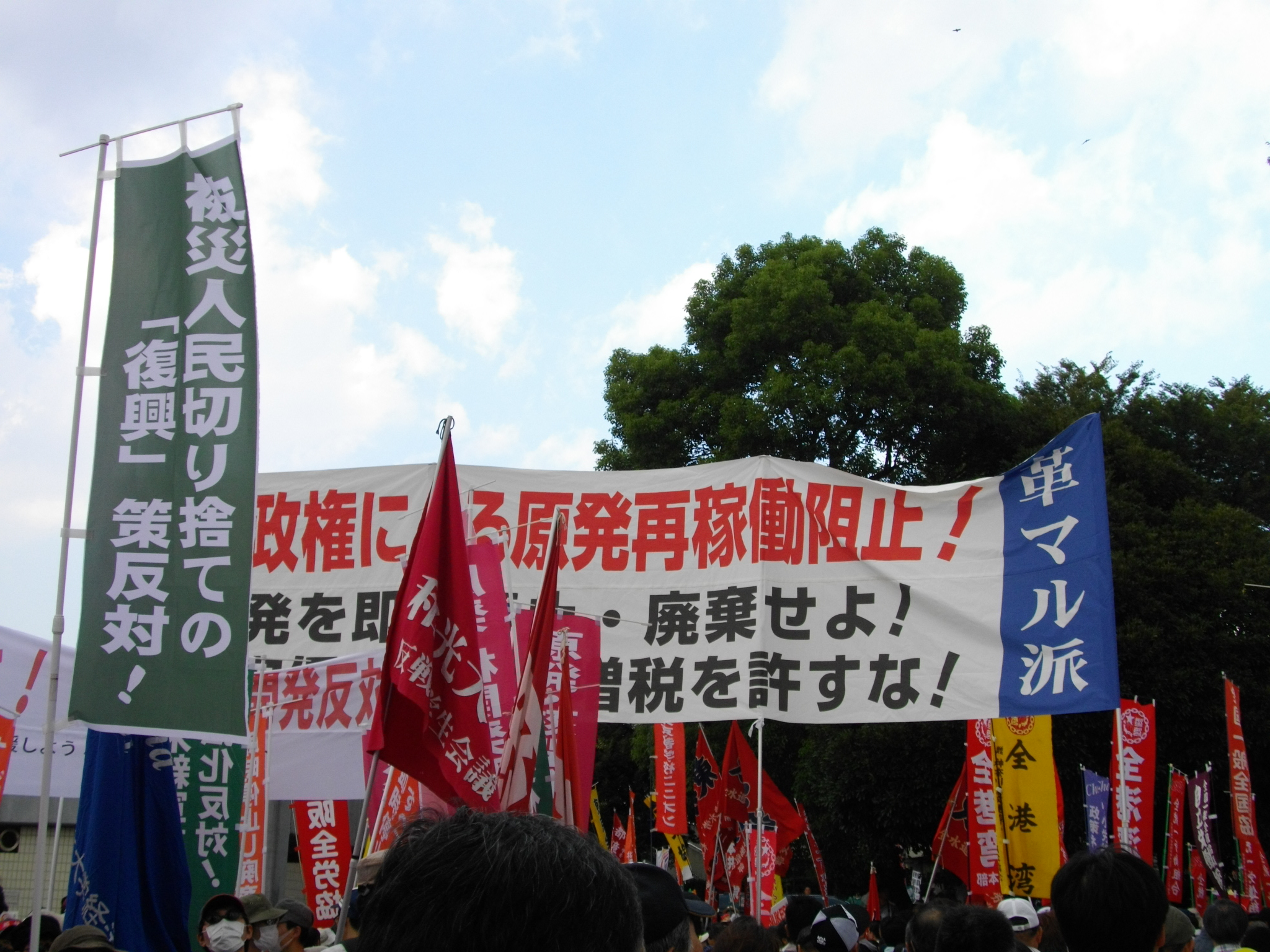
2011年9月19日にも反原発集会が東京で行われた。横断幕は一例。

また、事故後は反原発運動が活発化し、「一般市民も参加する反原発運動が盛り上がりを見せ」た。これを過激派は「自派の勢力拡大・浸透の好機と捉え」、「宣伝活動」に取り組み、中核派中央派は、「反原発団体などが主催した様々な集会に活動家を動員」し、さらに「同派独自の集会・デモ」も実施、「8月には、『すべての原発いますぐなくそう！全国会議』（略称「NAZEN」）を立ち上げ」た。一部の右翼団体も、「『右から考える脱原発集会＆デモ』と称して集会・デモを行った」が、逆に、「活発化した反原発運動に対して」、「『左翼に政治利用されている』として抗議活動を実施」した右派もいた。
なお、事故後2011年7月に福島県は脱原発を宣言し、2012年3月にはかつて自ら加盟した日本原子力産業協会から退会したことを明らかにしている。

## 備考
田原総一朗が1975年に発表した『原子力戦争』では双葉地方原発反対同盟とその代表の岩本を仮名にした「岩松忠男」が登場し、原子力発電推進派から金権選挙により県議選で落選させたことを誇らしげに語る場面が掲載され、最初は「私はその意味を寝返らせた」と誤解する場面がある。